# Helga
Helga je ženské jméno skandinávského původu. Jde o variantu křestního jména Olga, ale je bližší původnímu slovu heilagr, z něhož pochází a znamená svatá. Svátek spolu s tímto jménem slaví 11. července.

## Domácké podoby
Mezi domácké podoby křestního jména Helga patří Hela, Helka, Helča, Heluš, Heluše, Heluška, Helguška, Helinka apod.

## Obliba jména
Jméno Helga se již mezi novorozenými dívkami v Česku téměř nevyskytuje. K roku 2016 činil průměrný věk nositelek 71 let. Nejvíce oblíbené bylo jméno od druhé poloviny 30. do první poloviny 40. let 20. století, mezi lety 1944 a 1945 velmi prudce klesla. Nejvíce živých nositelek (109) se narodilo v roce 1941. Jméno se již v 80. letech 20. století vyskytovalo velmi sporadicky, v 21. století dostaly toto jméno pouze dvě dívky. Mezi lety 1997 a 2011 se žádné nositelky nenarodily.
Následující tabulka vývoje počtu nositelek mezi lety 2010 až 2016 dokazuje, že počet žijících nositelek neustále klesá. Celkový pokles během těchto sedmi let činí −17,76 %.
| Rok  | Počet nositelek | Změna oproti předchozímu roku |
| ---- | --------------- | ----------------------------- |
| 2010 | 1 301           | –                             |
| 2011 | 1 235           | −5,07 %                       |
| 2012 | 1 182           | −4,29 %                       |
| 2013 | 1 159           | −1,95 %                       |
| 2014 | 1 133           | −2,24 %                       |
| 2015 | 1 100           | −2,91 %                       |
| 2016 | 1 070           | −2,73 %                       |

## Významné osobnosti
- Helga Arendtová – německá atletka
- Helga Čočková – česká herečka
- Helga Haaseová – německá rychlobruslařka
- Helga Haugland Byfuglienová – norská luteránská duchovní a biskupka
- Helga Hošková-Weissová – česká akademická malířka
- Helga Masthoffová – německá tenistka
- Helga Meesová – německá šermířka
- Helga Radtkeová – německá atletka
- Helga Seidlerová – německá sprinterka
- Helga Stevensová – belgická politička
- Helga Turková – česká knihovnice
- Helga Maria Wolfová – rakouská novinářka